# François Foppens
 (janvier 2017).
Si vous disposez d'ouvrages ou d'articles de référence ou si vous connaissez des sites web de qualité traitant du thème abordé ici, merci de compléter l'article en donnant les références utiles à sa vérifiabilité et en les liant à la section « Notes et références ».
François Foppens est un imprimeur bruxellois du XVIIe siècle, né à la fin du XVIe et mort en 1686.

## Biographie
Il fut actif de 1637 à sa mort. Son fils François II lui succéda de 1689 à 1733 et il obtint le privilège d'imprimer notamment L'Imitation de Jésus-Christ ainsi que les pièces de théâtre et les opéra représentés au Théâtre de la Monnaie.
Son fils François III reprit l'imprimerie familiale de 1733 à 1781.